# Kumbia Kings
Los Kumbia Kings son un grupo estadounidense de origen mexicano proveniente de Corpus Christi, Texas, creado por A.B. Quintanilla. Los que forman parte del grupo también producen sus propias canciones en español e inglés. Los productores de la banda son A.B. Quintanilla y Cruz Martínez, después del conflicto entre ambos que dio lugar a la desintegración temporal del grupo. A.B., quien además es el compositor y bajista, también es el hermano mayor de Selena (que fue asesinada en 1995). Los Kumbia Kings vendieron más de 20 millones de álbumes en los Estados Unidos y más de 400.000 álbumes en México.
Su primer álbum vendió más de 500.000 copias y logró una nominación a los Premios Grammy, y ganaron más adelante una nominación para "el artista latino del año" en el American Music Awards de 2003. En 2006, se adjudicaron el Premio Grammy Latino en la categoría Mejor Álbum Tropical Regional Mexicano por Kumbia Kings Live.

## Integrantes
Los miembros de la banda son:

### Creador, bajista y líder
- Abraham Isaac "A.B." Quintanilla III - Bajista, creador, fundador, productor principal y creador de los Kumbia All Starz (1999-2006; 2017-presente)

### Vocalistas
- Jason "DJ Kane" Cano (1997-2003)
- Francisco Javier "Frankie J / Cisko" Bautista, Jr. (1999-2003)
- Andrew "Drew" Maes (1999-2003)
- Isai Piño "El Mojado" (1999-2003)
- Jacob Ceniceros (2003-2004)
- Fernando  Domínguez (2003-2006; 2017-presente)
- Frankie "Pangie" Pangelinan (2003-2006; 2017-presente)
- Abel Talamántez (2003-2006)
- Irvin "Pee Wee" Salinas (2003-2006)
- David Schmid (2012-2014)

### Teclados
- Cruz "CK" Martínez, también coproductor y creador de los Super Reyes (1999-2006)
- Luigi Giraldo (1999-2006)
- Alex "PB" Ramírez (1999-2003)
- Chris "Urbano B" Domínguez (2003-2004)
- Robert "BoBBo" Gómez III (2003-2006; 2017-presente)

### Batería
- Robert "Robbie" Del Moral (1999-2006; 2017-presente)
- Jesse "O'Jay" Martínez (1999-2003)

### Bailarines
- Anthony "Nino B" López (2003-2006)
- Juan Jesús "JP" Peña (2003-2006)

### Percusiones
- Roy "Slim" Ramírez (1999-2003)
- Frankie "Frankie Boy" Aranda (1999-2003)
- Joel "Joe" Coronado (2003-2011)
- Jorge "Peanut" Peña (1999-2003)
- Saul Herrera (2024-presente)

### Demás integrantes
- Chris Pérez - Guitarrista (2003-2006; 2017-presente)
- Ronnie "Campa" Delgado - Timbales (2003-2006; 2017-presente)
- "El Animal" Noe "Gipper" Nieto, Jr. - Acordeón (2003-2006; 2017-presente)

## Discografía

### Álbumes
- 1999: Amor, Familia y Respeto
- 2001: Shhh!
- 2002: All Mixed Up: Los Remixes
- 2003: 4
- 2003: Presents Kumbia Kings
- 2003: La Historia
- 2004: Los Remixes 2.0
- 2004: Fuego
- 2005: Duetos
- 2006: Kumbia Kings Live
- 2007: Greatest Hits
- 2010: Kumbia Kings & Kumbia All Starz – El Reencuentro
- 2014: Los Éxitos En Vivo
- 2016: Lo Mejor de A.B. Quintanilla III y Los Kumbia Kings
- 2023: The Best of Kumbia Kings

### Sencillos
- 1999: «Azúcar» (con Fito Olivares)
- 1999: «Reggae kumbia» (con Vico C)
- 1999: «Fuiste mala» (con Ricky Muñoz de Intocable)
- 1999: «Te quiero a ti»
- 2000: «Se fue mi amor»
- 2000: «U Don't Love Me»
- 2000: «Dime quién»
- 2001: «Boom Boom»
- 2001: «Shhh!»
- 2002: «Desde que no estás aquí»
- 2002: «La cucaracha»
- 2003: «No tengo dinero» (con Juan Gabriel y El Gran Silencio)
- 2003: «Insomnio»
- 2003: «Mi gente» (con Ozomatli)
- 2004: «Sabes a chocolate»
- 2004: «Fuego»
- 2005: «Baila esta kumbia» (con Selena)
- 2005: «Na na na (dulce niña)»
- 2005: «Parte de mi corazón» (con Noel Schajris de Sin Bandera)
- 2006: «Pachuco»

### Colaboraciones
- 2002: «Tú y yo (Remix)» (Thalía con Kumbia Kings)
- 2003: «Jaleo (Remix)» (Ricky Martin con Kumbia Kings)
- 2006: «Amor inmenso» (K-paz de la Sierra con Kumbia Kings)